# Baskho
Baskho (en rus: Басхо) és un poble de la república de Txetxènia, a Rússia, segons el cens del 2022 no tenia cap habitant.